# هدیزه زکاری
هدیزه زکاری (انگلیسی: Hadiza Zakari؛ زادهٔ ۱۰ سپتامبر ۱۹۸۷) وزنه‌بردار اهل نیجریه است.
وی در مسابقات کشوری و بین‌المللی در مجموع برندهٔ ۱ مدال طلا شده‌است.